# Де Сика, Витторио
Витторио Доменико Станислао Гаэтано Сорано Де Сика (итал. Vittorio Domenico Stanislao Gaetano Sorano De Sica; 7 июля 1901, Сора, Лацио, Италия — 13 ноября 1974, Нёйи-сюр-Сен, Франция) — итальянский режиссёр и актёр, одна из ключевых фигур итальянского неореализма.
Четыре фильма режиссёра были удостоены премии «Оскар»: «Шуша» и «Похитители велосипедов» получили почётные премии («Шуша» в 1947 году стала первым иностранным фильмом, получившим почётный «Оскар»), а «Вчера, сегодня, завтра» и «Сад Финци-Контини» — премии за лучший иностранный фильм. Как актёр Де Сика также был номинирован на «Оскар» за лучшую мужскую роль второго плана в американском фильме 1957 года «Прощай, оружие!», но премия тогда досталась Реду Баттонсу за роль в ленте «Сайонара».
Фильмы режиссёра были отмечены и другими значимыми наградами — «Золотая пальмовая ветвь» Каннского кинофестиваля («Чудо в Милане»), «Давид ди Донателло» («Сад Финци-Контини»), «Золотой медведь» Берлинского кинофестиваля («Сад Финци-Контини») и многие другие. В 1956 году Де Сика как актёр стал первым лауреатом итальянской национальной кинопремии «Давид ди Донателло» за лучшую мужскую роль в фильме Дино Ризи «Хлеб, любовь и…» (итал. Pane, amore e…).

## Биография
Родился в Италии в 1901 году в небольшом городе Соре, а детство провёл в Неаполе. Его родители были служащими, семья жила небогато. Витторио с детства принимал участие в различных театральных постановках. С 15 лет он начал выступать в качестве актёра в небольших спектаклях, организованных для военнослужащих, госпитализированных в больницы. Позднее Витторио окончательный переехал в Рим. Дебютировал в кино в 1918 году в возрасте 16 лет. В 1924 году окончил Высшее коммерческое училище, куда он поступил по настоянию отца. По завершении учёбы с 1924 года играл в театре Татьяны Павловой; с 1925 года в качестве второстепенных персонажей в труппе Алмиранте Манзини. С 1927 года выступал на сцене в компании актёров Луиджи Алмиранте, Серджо Тофано и Джудитты Риссоне. Играл преимущественно в комедиях и водевилях. С 1931 года активно снимается в кино. Дебютировал в качестве режиссёра в 1940 году. В 1959 году Де Сика появился в британском телесериале «The Four Just Men».
Чезаре Дзаваттини тесно сотрудничал с Витторио Де Сикой. Они вместе написали сценарии к многим значимым фильмам эпохи итальянского неореализма, таким как «Похитители велосипедов» и «Шуша».

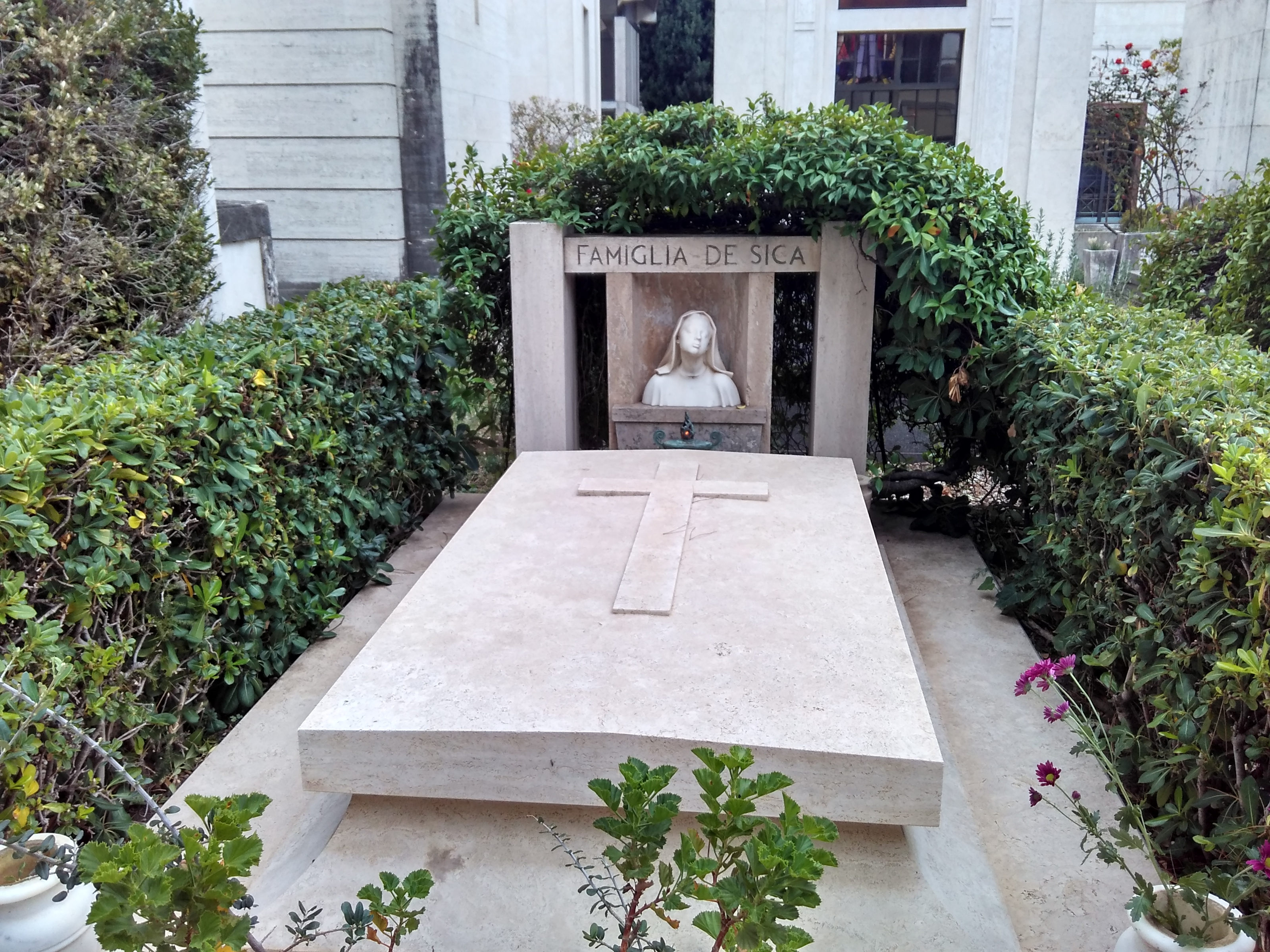
Могила Витторио де Сика. Рим. Кладбище Кампо Верано

Умер 13 ноября 1974 года от рака лёгких во французской коммуне Нёйи-сюр-Сен. Похоронен на римском кладбище Кампо Верано.

### Дебют в театре
Во время учёбы в Высшем коммерческом училище, благодаря ходатайству друга семьи Эдуардо Бенчивенга, Витторио получил небольшую роль в немом фильме режиссёра Альфредо де Антони «Il processo Clémenceau». Однако он решил продолжить обучение на бухгалтера.
В 1930 году Де Сика достиг уровня актёра, играющего главные роли, наряду с Гвидо Сальвини; он был сразу замечен Марио Маттоли, который в то время был владельцем Compagnia Teatrale Za-Bum (это был первый в Италии серьёзный опыт объединить комедию эстрадных актёров с драматическим жанром). Марио Маттоли немедленно пригласил его к себе в труппу и поставил его в пару с Умберто Мелнати, с которым Де Сика сформировал комедийный дуэт, имевший огромное значение для того времени и ставший знаменитым на национальном уровне благодаря крылатым фразам и комическим трюкам дуэта. В 1933 году Витторио вместе с Джудиттой Риссоне и Серджо Тофано создал собственную театральную труппу, преимущественно с комическими постановками.
В послевоенное время Де Сика стал известен уже не только как актёр, но и как режиссёр, совместно с Паоло Стоппа и Виви Джойо. В 1949—1949 годах Де Сика принимал участие в двух постановках I giorni della vita Уильяма Сарояна и Il magnifico cornuto Фернана Кроммелинка, режиссёром и сценаристом которых был Марио Кьяри. Это было его последнее появление на сцене: позже, всё более поглощенный кинематографическими и телевизионными задачами и обязанностями, он больше не возвращался к театру. Считается, что Де Сика в период с 1923 года по 1949 год принимал участие в комедиях, эстрадных представлениях и прозаических драмах в более чем 120 спектаклях и представлениях.

## Личная жизнь
В 1937 году Витторио Де Сика женился на актрисе Джудитте Риссоне, которая родила ему дочь Эми. В 1942 году на съезде Un garibaldino al convento он встретил испанскую актрису Марию Меркадер, с которой он вскоре начал отношения. После развода с Риссоне во Франции в 1954 году он женился на Меркадер в 1959 году в Мексике, однако данный союз нельзя было считать действительным по итальянскому законодательству. В 1968 году Де Сика получил французское гражданство и женился на Марии Меркадер в Париже, она родила ему двоих сыновей: Мануэля и Кристиана.
Несмотря на развод, Де Сика никогда не расставался со своей первой семьёй. Он вёл двойную семейную жизнь, все праздники ему приходилось отмечать по два раза. Известно, что на Рождество и в канун Нового года он переводил часы на два часа назад в доме Меркадер, чтобы он мог сделать тост в полночь с обеими семьями. Его первая жена согласилась поддерживать иллюзию брака, чтобы не оставлять дочь без отца.
У Витторио Де Сики была зависимость от азартных игр, которую он совершенно не скрывал, более того, он часто проецировал эту зависимость на персонажей своих собственных фильмов, которые он режиссировал или в которых снимался, таких как «Граф Макс» и «Золото Неаполя», а также в фильме «Генерал Делла Ровере», режиссёром которой был Росселлини, в нём Де Сика играл главную роль. Из-за своей зависимости он часто терял большие суммы денег и ему приходилось браться за работы, которые его совершенно не интересовали.

## Режиссёрская деятельность
В 1939 году Де Сика выпустил свой первый фильм «Алые розы», в этом ему помог влиятельный продюсер того времени Джузеппе Амато. Изначально до 1942 года режиссёр придерживался жанра комедии, подобного картинам Марио Камерини (например, фильм Де Сики по пьесе Лацло Кадара «Маддалена, ноль за поведение»), однако позже, с фильма I bambini ci guardano, он вместе с Чезаре Дзаваттини всерьёз взялся за развитие неореализма в кино.
После фильма с религиозной тематикой, реализованного в Ватикане во время оккупации столицы, «La porta del cielo» (1944), режиссёр подряд выпускает четыре великих шедевра мирового кино: «Шуша» (1946), «Похитители велосипедов» (1948), основанного на одноимённом романе Луиджи Бартолини, «Чудо в Милане» (1951) и «Умберто Д.» (1952). Его фильмы проходят все этапы итальянского кинематографического неореализма. Первые два получают Оскар за лучший зарубежный фильм и «Серебряную ленту» за лучшую режиссуру. Несмотря на это, на презентации фильма «Шуша» в Милане режиссёр подвергся критике со стороны зрителей за то, что показал плохой образ Италии.
Вслед за этой квадрологией Де Сика снимает другие важные работы: «Золото Неаполя» (1954), в основу которого легли рассказы из сборника итальянского писателя Джузеппе Маррота, фильм «Крыша» (1956), который стал точкой отхода Де Сики от неореализма. Фильм «Чочара» (1960) в главной роли с Софией Лорен был снят по одноимённому роману Альберто Моравиа и выиграл множество наград: Серебряная лента, премия имени Давида ди Донателло, премия «Оскар» за лучшую женскую главную роль, Золотая пальмовая ветвь на Каннском кинофестивале. Позже Де Сика снова работал с Лорен, например, в эпизоде La riffa картины «Бокаччо-70» (1962), состоящей из четырёх новелл в духе «Декамерона» Джованни Бокаччо.
В 1972 году Де Сика выиграл четвертую премию «Оскар» за лучший фильм на иностранном языке благодаря интерпретации романа Джорждо Бассани в фильме «Сад Финци-Контини» (1970), в котором повествуется о богатой и аристократической семье евреев из Феррары, которые в конце 1930-х годов подвергаются гонениям и преследованию со стороны фашистской власти. Последний фильм «Вояж» (1974), который был снят Витторио Де Сикой, представлял экранизацию романа Луиджи Пиранделло.

## Фильмография

### Актёр(выборочно)
- 1927 — Красота мира
- 1935 — Дам миллион — миллионер
- 1940 — Алые розы — Альберто Верани
- 1940 — Маддалена, ноль за поведение — Альфредо Хартман
- 1941 — Тереза-Пятница — Доктор Пьетро Виньяли
- 1953 — Хлеб, любовь и фантазия — Антонио Каротенуто
- 1953 — Мадам де… — Барон Фабрицио Донати
- 1954 — Свадьба — Григорий Стефанович Смирнов, помещик
- 1954 — Хлеб, любовь и ревность — Антонио Каротенуто
- 1955 — Хлеб, любовь и… — Антонио Каротенуто
- 1955 — Знак Венеры — Алессио Спано, поэт
- 1955 — Прекрасная мельничиха — дон Теофило, генерал-губернатор
- 1955 — Римские рассказы — адвокат Мадзони Баралла
- 1957 — Леди доктор
- 1957 — Прощай, оружие! — Ринальди
- 1959 — Генерал Делла Ровере — Витторио Эммануэль Бардоне / Гримальди
- 1960 — Это началось в Неаполе — Марио Витале
- 1960 — Любовь в Риме — режиссёр
- 1960 — Ангел в красном — Генерал Клэйв
- 1960 — Битва при Аустерлице — Пий VII
- 1960 — Гастоне (итал.)русск. / Gastone — Князь
- 1960 — Уличный регулировщик — Мэр
- 1961 — Да здравствует Генрих IV, да здравствует любовь! — Дон Педро
- 1961 — Страшный суд — Адвокат
- 1962 — Ева
- 1967 — Итальянец в Америке
- 1968 — Башмаки рыбака — Кардинал Ринальди
- 1968 — Самый крупный куш — Чезарио Челли
- 1969 — Один из тринадцати — Карло Ди Сета
- 1974 — Мы так любили друг друга[источник не указан 1984 дня] — (в титрах не указан)
- 1974 — Кровь для Дракулы — Маркиз Ди Фиоре

### Режиссёр
- 1940 — Алые розы / Rose scarlatte
- 1940 — Маддалена, ноль за поведение / Maddalena… zero in condotta
- 1941 — Тереза-Пятница / Teresa Venerdì
- 1942 — Гарибальдиец в монастыре / Un garibaldino al convento
- 1943 — L’ippocampo
- 1943 — Дети смотрят на нас / I bambini ci guardano
- 1944 — Врата неба / La porta del cielo
- 1946 — Шуша / Sciuscià
- 1947 — Natale al campo 119
- 1948 — Похитители велосипедов / Ladri di biciclette
- 1949 — Domani è troppo tardi
- 1950 — Чудо в Милане / Miracolo a Milano
- 1952 — Умберто Д. / Umberto D.
- 1953 — Вокзал Термини / Stazione Termini
- 1954 — Золото Неаполя / L’oro di Napoli
- 1956 — Крыша / Il tetto
- 1956 — Montecarlo
- 1958 — Анна из Бруклина / Anna di Brooklyn
- 1960 — Чочара / La ciociara
- 1961 — Страшный суд / Il giudizio universale
- 1962 — Затворники Альтоны / I sequestrati di Altona
- 1962 — Боккаччо-70 / Boccaccio '70
- 1963 — Бум / Il boom
- 1963 — Вчера, сегодня, завтра / Ieri, oggi, domani
- 1964 — Брак по-итальянски / Matrimonio all’italiana
- 1965 — Новый мир / Un mondo nuovo
- 1966 — В погоне за «Лисом» / Caccia alla volpe
- 1967 — Ведьмы / Le streghe
- 1967 — Семь раз женщина / Sette volte donna
- 1968 — Любовники / Amanti
- 1969 — Подсолнухи / I girasoli
- 1970 — Сад Финци-Контини / Il giardino dei Finzi Contini
- 1970 — Пары (новелла «Лев») / Le coppie
- 1972 — Мы назовём его Андреа / Lo chiameremo Andrea
- 1973 — Короткий отпуск / Una breve vacanza
- 1974 — Поездка / Il viaggio

## Награды и номинации

### Премия «Оскар»
- 1958: Номинация на премию лучший актёр второго плана в фильме «Прощай оружие»
- 1965: «Вчера, сегодня, завтра» — Премия за лучший фильм на иностранном языке
- 1972: «Сад Финци-Контини» — Премия за лучший фильм на иностранном языке

### Берлинский кинофестиваль
- 1971: «Сад Финци-Контини» — «Золотой медведь»
- 1971: «Сад Финци-Контини» — Премия INTERFILM «Grand Prix»
- 1971: «Сад Финци-Контини» — Премия INTERFILM «Otto Dibelius»

### Каннский кинофестиваль
- 1951: «Чудо в Милане» — «Золотая пальмовая ветвь»

### Награда имени Давида Ди Донателло
- 1956: «Хлеб, любовь и…» — Премия за лучшую мужскую роль
- 1963: «Затворники Альтоны» — Лучший режиссёр
- 1965: «Брак по-итальянски» — лучший режиссёр
- 1973: Премия «Европейский Давид»

### Серебряная лента
- 1946: «Шуша» — Лучший режиссёр
- 1948: «Сердце» — Премия за лучшую мужскую роль
- 1949: «Похитители велосипедов» — Лучший режиссёр и лучший сценарий

### Национальный совет кинокритиков США
- 1949: «Похитители велосипедов» — Лучший режиссёр